# Liste des partis politiques en Iran
La liste des partis politiques en Iran dresse la liste de tous les partis politiques intervenant dans la politique de l'Iran.
L'Iran est un état ayant des élections présidentielles et parlementaires régulières. Le système dans son ensemble est actuellement une république théocratique islamique. Des élections locales ont eu lieu en 1999 et 2003. Un nombre limité de partis d'opposition est autorisé, mais il est généralement admis qu'ils n'ont aucune chance d'accéder au pouvoir.

## Partis actifs en Iran

### Principalistes (conservateurs)
Les principalistes (persan : اصول‌گرایان, romanisé : Osul-Garāyān, lit. «adeptes de principes »), également connus sous le nom de conservateurs iraniens  sont l'un des deux principaux camps politiques de l'Iran post-révolutionnaire. Les principalistes constituent les plus fermes soutiens du Guide de la Révolution, et soutiennent la protection des principes originels de la révolution islamique.

#### Principaux partis principalistes
| Parti                                              | Dirigeant                     |
| -------------------------------------------------- | ----------------------------- |
| Association du clergé militant                     | Mostafa Pourmohammadi         |
| Société des professeurs de séminaire de Qom (en)   | Hashem Hosseini Bushehri (en) |
| Parti de la coalition islamique                    | Asadollah Badamchian (en)     |
| Société des dévots de la révolution islamique (en) | Lotfollah Forouzandeh (en)    |
| Front de la stabilité de la révolution islamique   | Morteza Agha-Tehrani (en)     |
| front YEKTA (en)                                   | Hamid-Reza Haji Babaï (en)    |

#### Autres parties principalistes
- Société islamique des ingénieurs
- Association des loyalistes à la révolution islamique
- Coalition des volontaires indépendants d'Iran (en)
- Parti de la coalition islamique

### Réformistes
Les réformistes (persan : اصلاح‌طلبان, romanisé : Eslâh-Talabân) sont l'un des deux principaux camps politiques de l'Iran post-révolutionnaire. Bien qu'adhérents aux grandes modalités de la vie politique iranienne (le principe d'une République islamique, l'organisation construite autour du Guide de la Révolution), les réformistes sont souvent critiques quant aux libertés, à l'égalité, aux droits humains, ...

#### Principaux partis réformistes
| Parti                                          | Dirigeant                    |
| ---------------------------------------------- | ---------------------------- |
| Société des clercs militants                   | Mohammad Mousavi Khoeiniha   |
| Parti travailliste islamique                   | Hossein Kamali (en)          |
| Parti des cadres de la construction            | Qolamhossein Karbaschi       |
| Parti de la confiance nationale (en)           | Elias Hazrati (en)           |
| Union du parti du peuple islamique d'Iran (en) | Ali Shakouri Rad             |
| Parti NEDA (en)                                | Sadegh Kharazi (en)          |
| Parti de la modération et du développement     | Mohammad Bagher Nobakht (en) |

#### Autres parties réformistes
- Parti de la solidarité de l'Iran islamique (en)
- Parti travailliste islamique
- Parti de la confiance nationale (en)
- Bureau pour le renforcement de l'unité
- Société des forces suivant la ligne de l'Imam (en)

## Partis ethniques
- Front Uni Kurde

## Partis interdits
- Front de participation à l'Iran islamique : dissous en 2009 à la suite du mouvement vert.
- Organisation des Mojahedin de la révolution islamique (en) : dissous en 2009 à la suite du mouvement vert.
- Mouvement de libération de l'Iran

## Partis d'opposition actifs en exil
Modèle:Section liens externes
- Parti constitutionnaliste de l'Iran
- Guérilla fedayin du peuple iranien (Minorité Fedayin)
- Majorité Fedayin
- Front national (Jebhe-ye Melli)
- Parti pan-iraniste d'Iran
- Parti de la Nation d'Iran (Hezb-e Mellat-e Iran)
- Rastakhiz (Résurrection)
- Parti démocratique du Kurdistan d’Iran
- Parti vert d'Iran
- Alliance des républicains en Iran (en)
- Tudeh (Parti communiste d'Iran)
- Parti communiste d’Iran
- Parti communiste-ouvrier d'Iran
- Unité des travailleurs de gauche en Iran (en)
- Parti communiste-ouvrier d'Iran - Hekmatiste
- Parti de l'unité communiste-ouvrière
- les gens font la fête (People-Party) (Mardome-Iran)

Les groupes d'opposition armés en exil et actifs au cours d'actions armées en Iran incluent :
- Komala (mouvement kurde)
- Organisation des Moudjahiddines du Peuple iranien (Organisation des Mujahideen-e-Khalq, MKO, MEK)

Les partis d'opposition actifs et armés en Iran incluent :
- Parti pour une vie libre au Kurdistan (PJAK, lié au PKK)

## Anciens partis
- Parti National socialiste des travailleurs d'Iran (SUMKA)
- Parti de la république islamique, maintenant inactif